# Colegio de Calatrava (Salamanca)
El Colegio de la Inmaculada Concepción de Calatrava, llamado corrientemente, Colegio de Calatrava es el único colegio fundado en Salamanca por las órdenes militares cuyo edificio todavía perdura; perteneció a la Orden de Calatrava. 

## Historia
Instituido como colegio imperial en 1552 por Carlos V e incorporado a la Universidad de Salamanca en 1554; la construcción de este edificio no comenzó hasta 1717, por Joaquín de Churriguera quien dirigió las obras hasta su muerte en 1724. En 1750 las obras se reanudaron dirigidas por Jerónimo García de Quiñones. Este se vio obligado a eliminar los adornos barrocos del proyecto original por las ideas neoclasicistas imperantes en ese momento, en especial las que quiso imponer Francisco Ibáñez de Corbera, rector del colegio cuando se consagró en 1790. En la Guerra de la Independencia desaparecieron los lienzos de Goya que había en los retablos. 
La fachada tiene dos cuerpos y está articulada por pilastras de orden gigante y rematada con una balaustrada. Los elementos decorativos que la adornan son en su mayoría de inspiración renacentista. Advertimos en la decoración elementos mixtilíneos propiamente barrocos en torno a la portada principal, en las puertas de las torres laterales y en las molduras que envuelven todos los ventanales de la fachada.
Hoy es sede de la Casa de la Iglesia, institución que acoge las dependencias de la Diócesis de Salamanca.